# Szew podniebienno-szczękowy
Szew podniebienno-szczękowy (łac. sutura palatinomaxillaris) – w anatomii człowieka szew czaszki przebiegający na dolnej ścianie oczodołu, łączący tylny kąt brzegu przyśrodkowego powierzchni górnej (oczodołowej) trzonu szczęki z powierzchnią przednią (szczękową) wyrostka oczodołowego kości podniebiennej.
Kość podniebienna i szczęka łączą się u człowieka także na podniebieniu kostnym szwem podniebiennym poprzecznym łączącym blaszkę poziomą kości podniebiennej z wyrostkiem podniebiennym szczęki, oraz na bocznej ścianie jamy nosowej, gdzie łączy boczną (szczękową) powierzchnię blaszki pionowej kości podniebiennej z przyśrodkową (nosową) powierzchnią trzonu szczęki.